# Rudi van Houts
Pour les articles homonymes, voir van Houts.
Rudi van Houts, né le 16 janvier 1984 à Luyksgestel, est un cycliste néerlandais spécialiste de VTT cross-country. Il termine 17e de l'épreuve olympique 2012.

## Palmarès en VTT

### Coupe du monde
- Coupe du monde de cross-country 
  - 21e en 2013
  - 21e en 2014
  - 20e en 2015

### Championnats d'Europe
- 2005
  -  Champion d'Europe de cross-country espoirs
- 2006
  -  Médaillé d'argent du cross-country espoirs
- 2009
  -  Médaillé de bronze du relais mixte

### Championnats des Pays-Bas
- Champion des Pays-Bas de cross-country : 2010 et 2011